# Tenuignathia vitiensis
Tenuignathia vitiensis är en djurart som tillhör fylumet käkmaskar, och som beskrevs av Wolfgang Sterrer 1991. Tenuignathia vitiensis ingår i släktet Tenuignathia och familjen Mesognathariidae. Inga underarter finns listade i Catalogue of Life.